# Ouagadougou, Ouaga deux roues
Pour plus de détails, voir Fiche technique et Distribution.
Ouagadougou, Ouaga deux roues est un film documentaire burkinabè, réalisé en 1985 par Idrissa Ouedraogo

## Synopsis
Il n'y a pas d'histoire dans Ouagadougou, Ouaga deux roues mais un protagoniste : le "deux-roues" sous toutes ses formes. Le film le met en scène dans son quotidien le plus divers: la circulation, les embouteillages, les pannes, les accidents, ses multiples façons de l'utiliser. Le "deux-roues" ouagalais s'expose, se fait entendre à peine couvert par la musique d'Augé kaboré et finalement s'impose comme le maître des rues Ouagalaises, .

## Fiche technique
- Réalisation : Idrissa Ouedraogo
- Photo (image) : Issaka Thiombiano
- Montage : Arnaud Blin
- Musique : Augé Kaboré
- Société de production : Waka Films (Suisse)
- Distribution : P.O.M Films
- Pays d‘origine : Burkina Faso
- Langue : mooré
- Format : couleur - 1.66:1
- Genre : Documentaire
- Durée : 18 minutes
- Date de sortie : 1985

## Remarques
Idrissa Ouedraogo a réalisé ce film durant sa formation à l'IDHEC (Institut des hautes études cinématographiques). Il s'agit d'un film sans commentair.